# Huvsjön, Ångermanland
Huvsjön är en sjö i Örnsköldsviks kommun i Ångermanland och ingår i Moälvens huvudavrinningsområde. Sjön har en area på 0,202 kvadratkilometer och ligger 181,2 meter över havet.

## Delavrinningsområde
Huvsjön ingår i det delavrinningsområde (703587-161431) som SMHI kallar för Utloppet av Huvsjön. Medelhöjden är 237 meter över havet och ytan är 7,65 kvadratkilometer. Det finns inga avrinningsområden uppströms utan avrinningsområdet är högsta punkten. Vattendraget som avvattnar avrinningsområdet har biflödesordning 3, vilket innebär att vattnet flödar genom totalt 3 vattendrag innan det når havet efter 42 kilometer. Avrinningsområdet består mestadels av skog (92 procent). Avrinningsområdet har 0,2 kvadratkilometer vattenytor vilket ger det en sjöprocent på 2,6 procent.